# Vácegres, Pesta
Vácegres  este un sat în districtul Aszód, județul Pesta, Ungaria, având o populație de 844 de locuitori (2011). 

## Demografie
Componența etnică a satului Vácegres
     Maghiari (75,61%)
     Romi (13,32%)
     Slovaci (9,79%)
     Necunoscut (0,49%)
     Alții (0,78%)
Componența confesională a satului Vácegres
     Romano-catolici (46,68%)
     Luterani (11,02%)
     Fără religie (8,06%)
     Reformați (7,58%)
     Necunoscută (26,07%)
     Atei (0,59%)
     Alte religii (8,77%)
Conform recensământului din 2011, satul Vácegres avea 844 de locuitori. Din punct de vedere etnic, majoritatea locuitorilor (75,61%) erau maghiari, existând și minorități de romi (13,32%) și slovaci (9,79%). Apartenența etnică nu este cunoscută în cazul a 0,49% din locuitori. Nu există o religie majoritară, locuitorii fiind romano-catolici (46,68%), luterani (11,02%), persoane fără religie (8,06%) și reformați (7,58%). Pentru 26,07% din locuitori nu este cunoscută apartenența confesională.